# Felicja Marczakowa

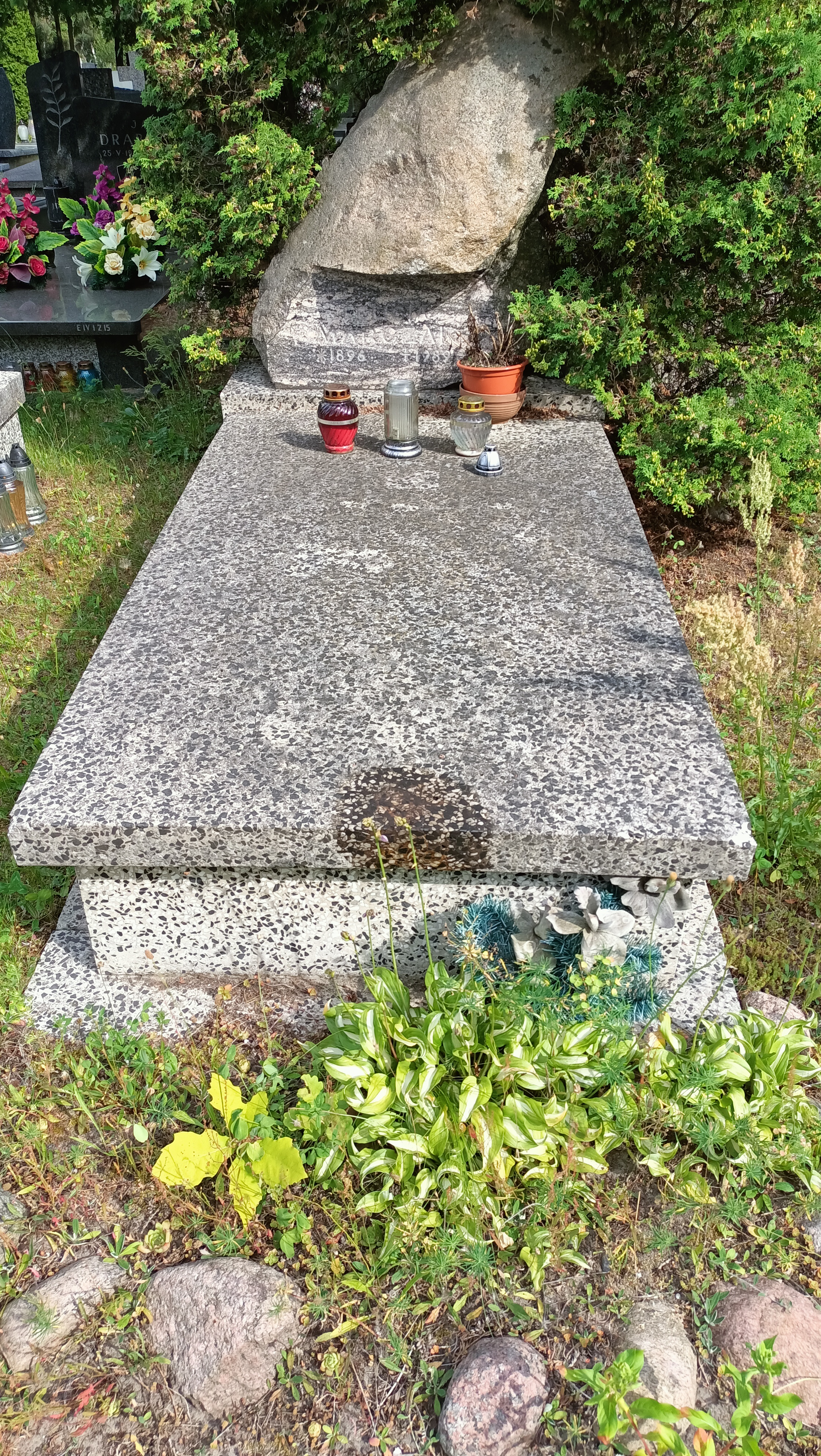
Grób Felicji Marczkowej na Cmentarzu Komunalnym Północnym w Warszawie

Felicja Marczakowa (ur. 16 listopada 1896 w Warszawie, zm. 8 maja 1989 tamże) – polska działaczka robotnicza, posłanka na Sejm Ustawodawczy.

## Życiorys
Była robotnicą. Od 1925 pracowała w Państwowym Monopolu Spirytusowym w Warszawie. Należała do Związku Zawodowego Robotników i Pracowników Przemysłu Spożywczego, działała również w Warszawskiej Spółdzielni Mieszkaniowej. W czasie okupacji niemieckiej pracowała w Społecznym Przedsiębiorstwie Budowlanym, zaś po powstaniu warszawskim została deportowana do obozu pracy w Bawarii. Po wojnie wstąpiła do Polskiej Partii Robotniczej (PPR). W 1947 uzyskała mandat poselski na Sejm Ustawodawczy.